# Nama (växter)
Nama är ett släkte av strävbladiga växter. Nama ingår i familjen strävbladiga växter.

## Bildgalleri

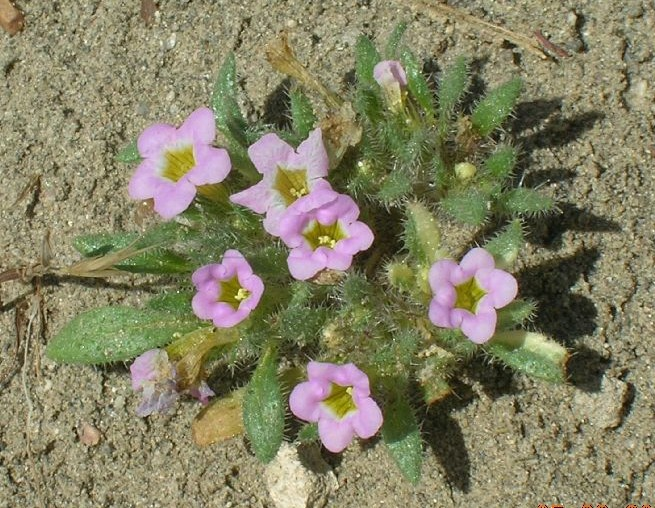
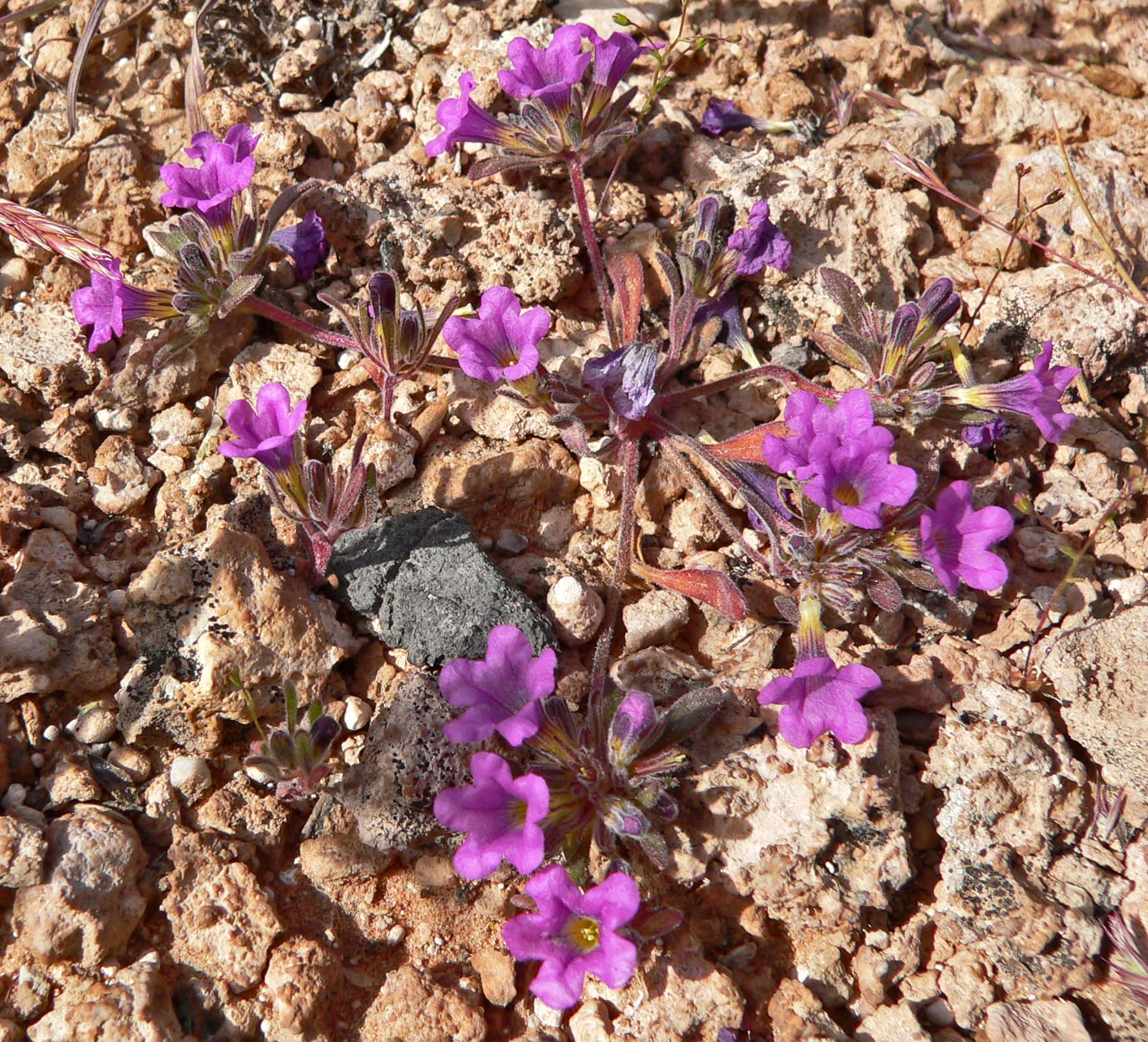
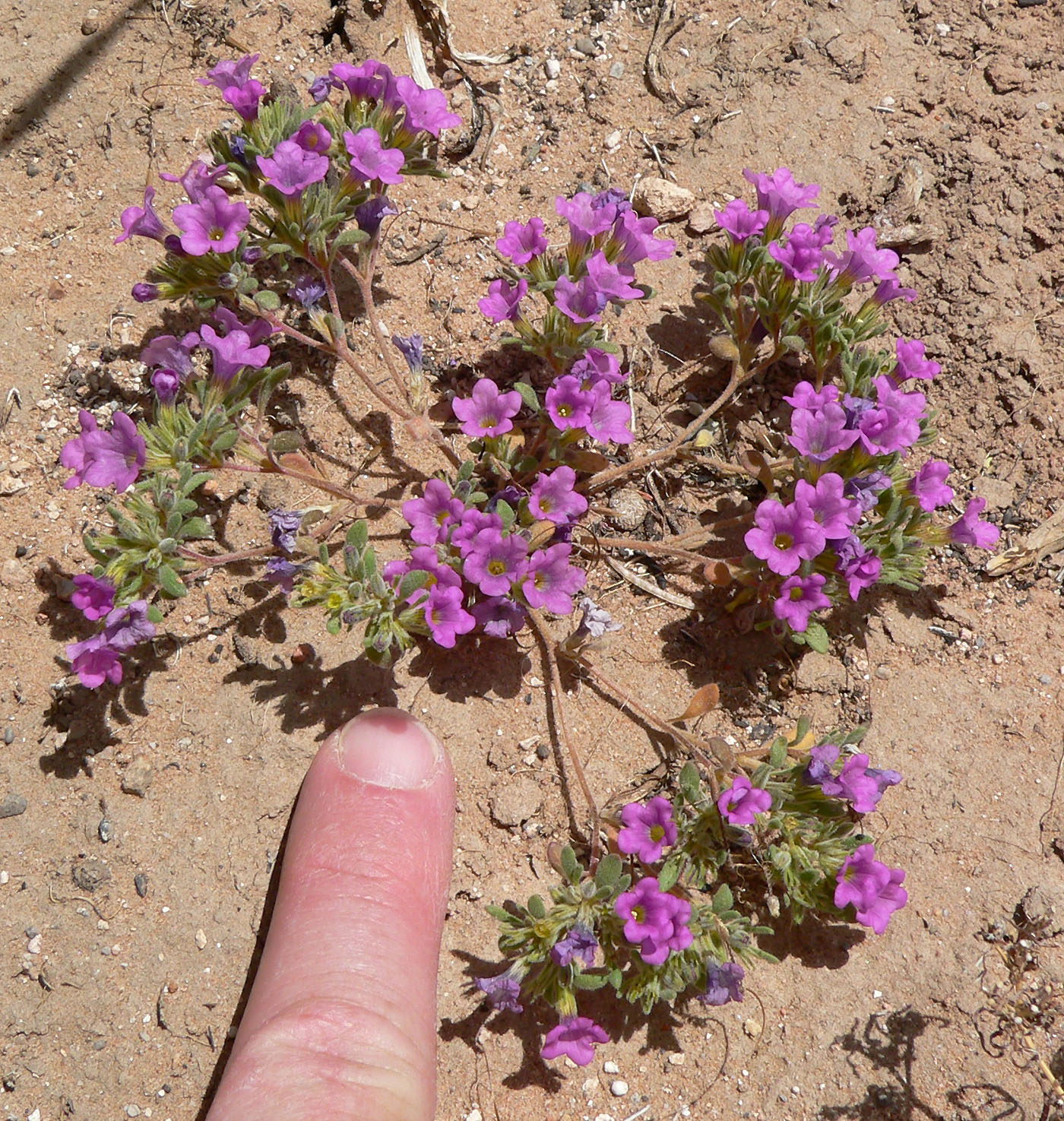
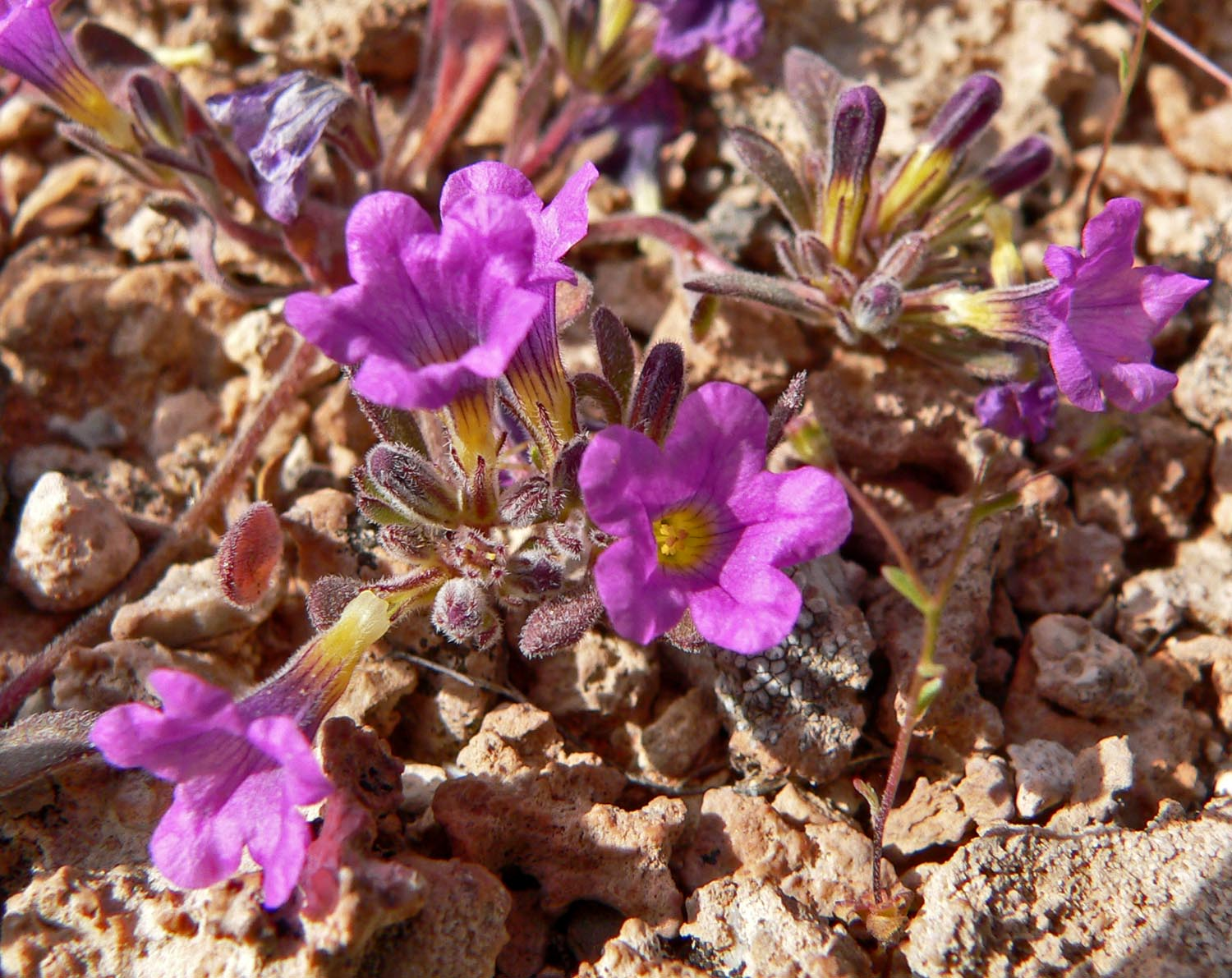
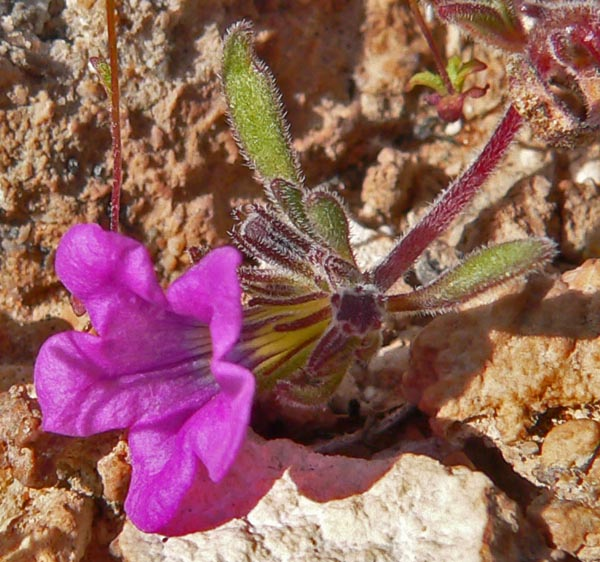
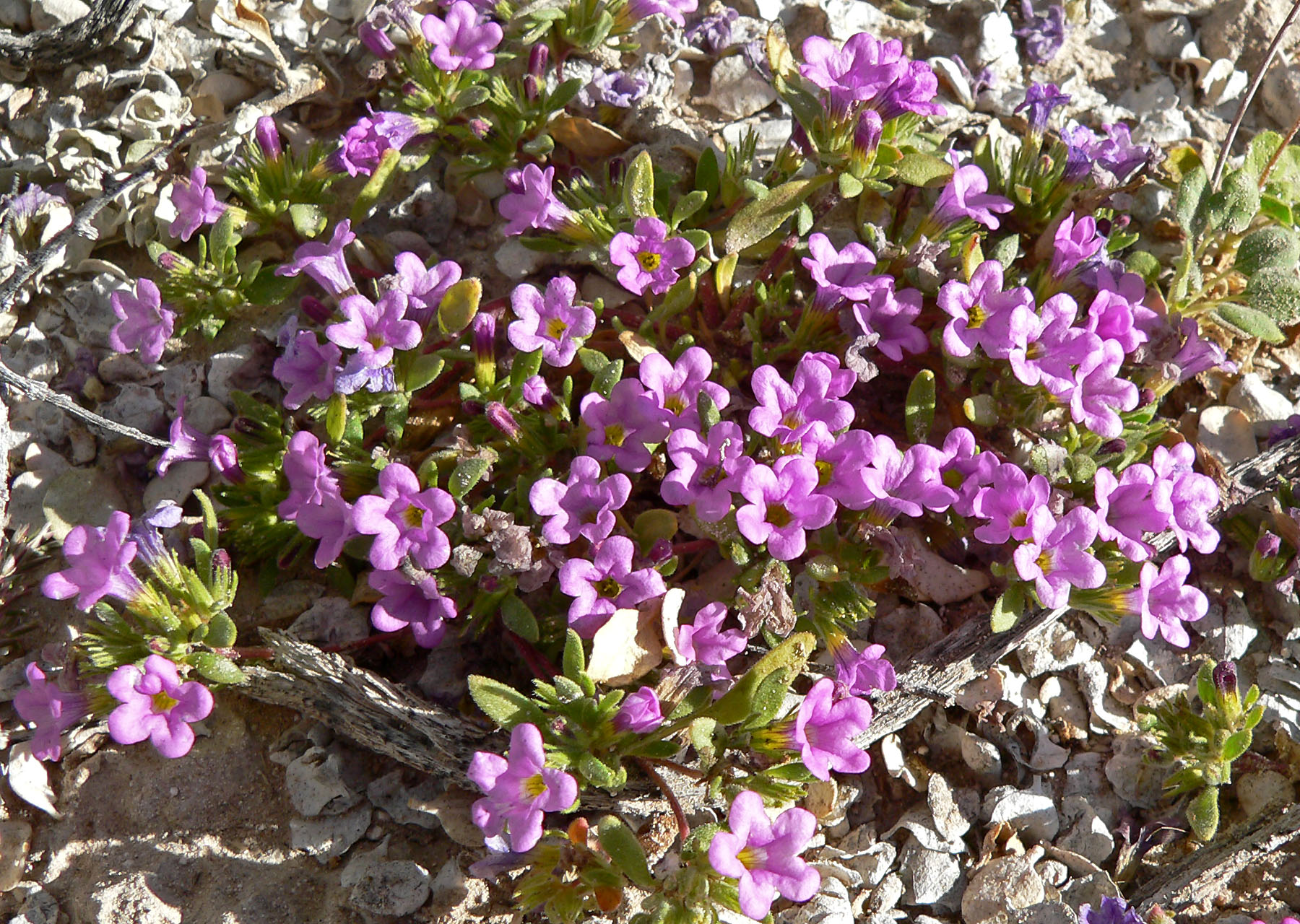

## Dottertaxa tillNama, i alfabetisk ordning[1]
- Nama aretioides
- Nama bartlettii
- Nama biflorum
- Nama californicum
- Nama canescens
- Nama constancei
- Nama cuatrocienegense
- Nama demissum
- Nama densa
- Nama depressum
- Nama dichondrifolium
- Nama dichotomum
- Nama ehrenbergii
- Nama flavescens
- Nama glandulosa
- Nama havardii
- Nama hintoniorum
- Nama hirsutum
- Nama hispidum
- Nama hitchcockii
- Nama jamaicensis
- Nama johnstonii
- Nama linearis
- Nama lobbii
- Nama marshii
- Nama origanifolium
- Nama palmeri
- Nama parvifolium
- Nama pringlei
- Nama propinquum
- Nama prostratum
- Nama purpusii
- Nama pusillum
- Nama quiexobranum
- Nama retrorsum
- Nama rothrockii
- Nama rzedowskii
- Nama sandwicense
- Nama schaffneri
- Nama segetalis
- Nama serpylloides
- Nama spatulatum
- Nama stenocarpum
- Nama stenophyllum
- Nama stewartii
- Nama stevensii
- Nama torynophyllum
- Nama turneri
- Nama undulatum
- Nama xylopodum